# Сьвідри-Подлесьне
Сьвідри-Подлесьне (пол. Świdry Podleśne) — село в Польщі, у гміні Грабово Кольненського повіту Підляського воєводства.
Населення — 54 особи (2011).
У 1975-1998 роках село належало до Ломжинського воєводства.

## Демографія
Демографічна структура станом на 31 березня 2011 року:
|          | Загалом | Допрацездатний вік | Працездатний вік | Постпрацездатний вік |
| -------- | ------- | ------------------ | ---------------- | -------------------- |
| Чоловіки | 29      | 5                  | 22               | 2                    |
| Жінки    | 25      | 5                  | 16               | 4                    |
| Разом    | 54      | 10                 | 38               | 6                    |